# Бенто де Оливейра, Леандро
Леандро Бенто де Оливейра (порт.-браз. Leandro Bento de Oliveira; род. 1 мая 1976, Рио-де-Жанейро, Бразилия), более известный как Леандриньо или просто Леандро — бразильский игрок в мини-футбол. Защитник украинского клуба «Ураган».

## Биография
В 1999 году Леандро дебютировал в испанском чемпионате. На протяжении шести лет он играл за клубы низших лиг, пока в 2005 году не стал игроком клуба «Плайас де Кастельон». Спустя сезон он перешёл в другой клуб Почётного дивизиона «Сельта де Виго», где также отыграл один год.
В 2007 году Леандриньо перебрался в российский чемпионат, став игроком «Тюмени». В тюменском клубе он провёл два сезона, отличаясь по их ходу высокой результативностью. В сезоне 2008/09 он стал седьмым в списке бомбардиров чемпионата. После него Леандро перебрался в новосибирский клуб «Сибиряк», однако там у него не заладилось, и спустя полсезона бразилец перешёл в московский ЦСКА.
Летом 2011 года Леандриньо покинул Россию и вернулся в Бразилию. А в феврале 2012 года его подписал украинский «Ураган».